# Cinsault
Le cinsault ou cinsaut est un cépage français noir à jus blanc qui entre dans l’élaboration de nombreuses AOC.

## Origine et répartition

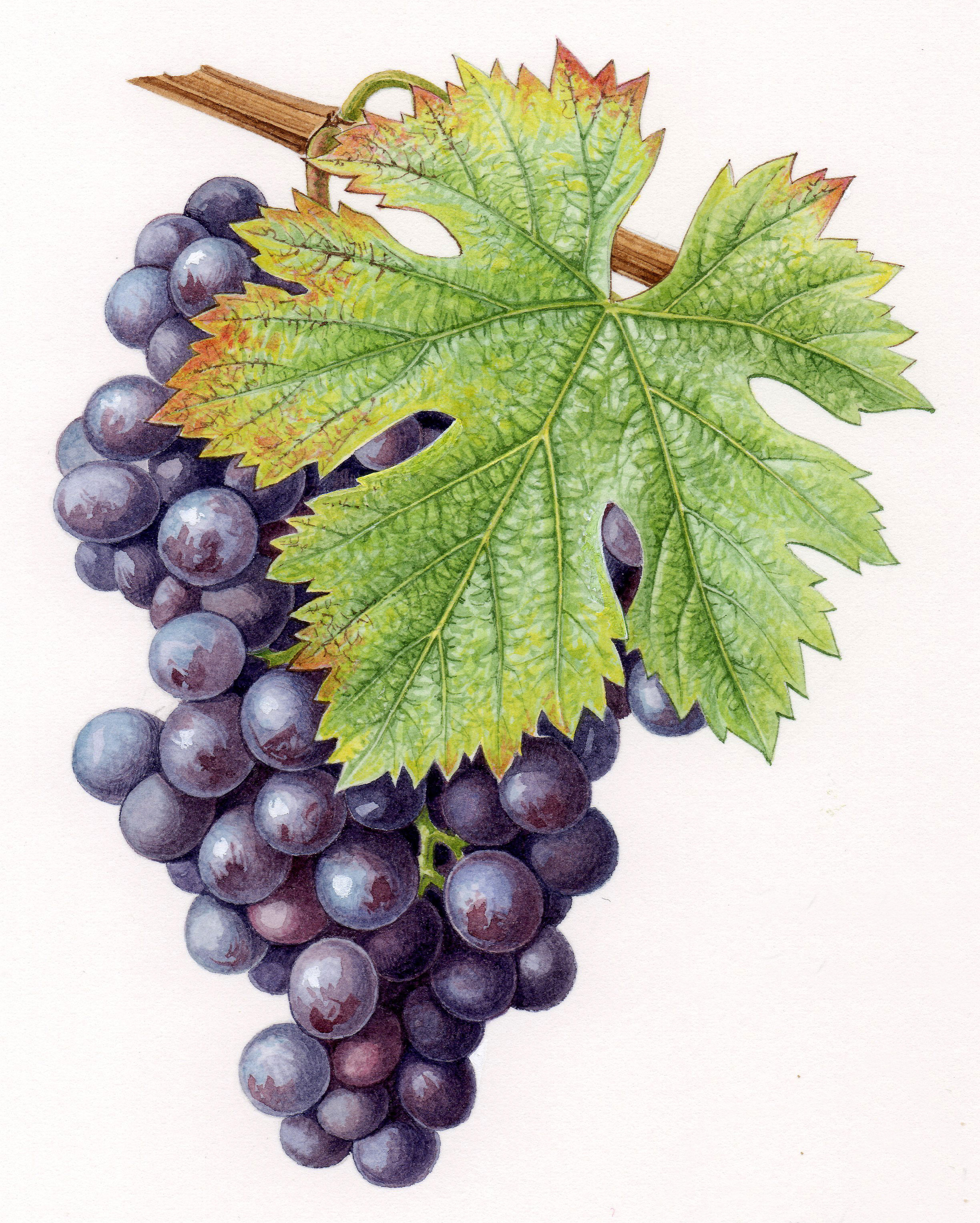
Grappe et feuille de cinsault.

Il semble que son origine soit la Provence. De là, il a gagné la vallée du Rhône, le Languedoc-Roussillon, puis l'Algérie : en effet, il permet des rendements importants et au XXe siècle, il a beaucoup été planté pour remplacer les hybrides producteurs directs. Il couvre près de 24 773 ha en 2006 en France.
Il existe de nombreux clones.
En Afrique du Sud, il a été croisé, en 1925, avec le pinot noir, donnant un hybride : le pinotage, très cultivé là-bas (6 791 ha en 2018).

## Caractères ampélographiques
- Bourgeonnement cotonneux blanc à bordure rouge.
- Les feuilles, d'un vert foncé en dessus, sont très cotonneuses en dessous[1]. Feuilles adultes orbiculaires à 5 lobes, avec sinus pétiolaire presque fermé, des sinus latéraux profonds en V, des dents longues, un limbe involuté.
- Rameaux côtelés glabres avec de grandes vrilles. Sarment violacé, noué court[1].

## Aptitudes culturales

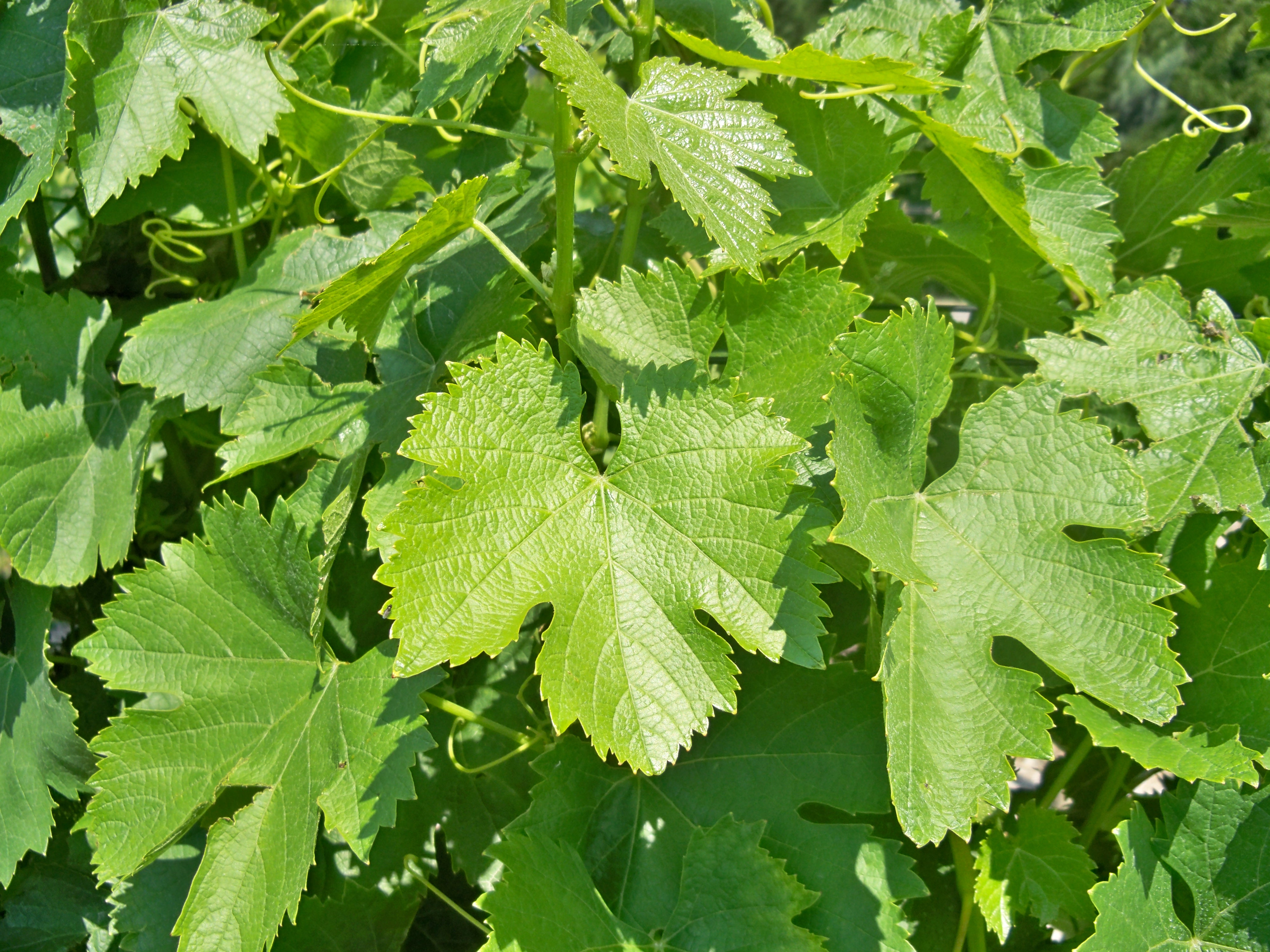
Feuillage du cinsault.

C'est un cépage de deuxième époque, trois semaines après le chasselas B.
C'est un cépage fertile, productif, très résistant à la sécheresse. En terrain fertile, sa production est très élevée et la qualité s'en ressent. Le cinsault N doit donc être réservé aux terres pauvres et sèches pour obtenir une récolte régulière et de bonne qualité. Il est peu vigoureux, son bois est de faible diamètre et son port retombant. Il doit donc être taillé court. Le vieillissement des souches est assez rapide.
Au printemps, sur sol calcaire, il peut montrer des signes de chlorose ferrique. Il est sensible aux maladies du bois (esca, eutypiose), aux acariens, vers de la grappe et à la pourriture grise. En revanche, il est moins sensible à l'oïdium.

## Potentiel technologique
Les grappes et les baies sont grosses. Le rendement en jus est élevé. Ses grappes sont munies d'un pédoncule robuste auquel sont suspendus des grains en forme d'olives, à peau épaisse, à chair ferme et d'une saveur toujours douce, même lorsqu'ils n'ont pas atteint leur complète maturité. Ses gros grains juteux se consomment aussi en raisin frais. Il peut alors être commercialisé sous le nom d'œillade.
Autrefois, il était planté avec le grenache pour apporter souplesse, finesse et fruité à l'assemblage. Les plantations massives en plaine fertile ont beaucoup nui à sa réputation. Pourtant, en terrain pauvre et sec, il donne des vins fruités, agréables, souples, et d'excellents rosés.

## Synonymes

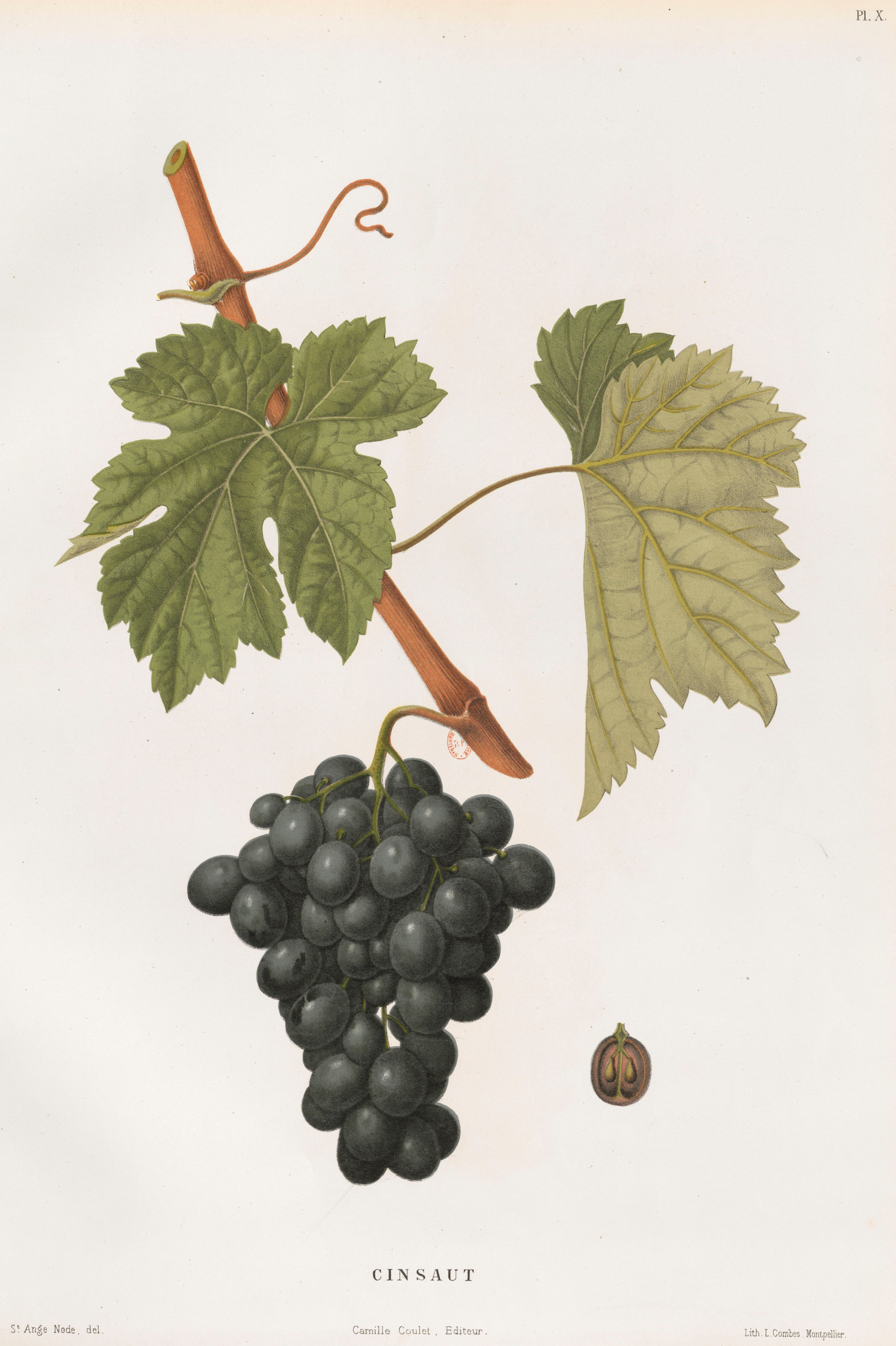
Lithographie du cinsault.

Le cinsault est connu aussi sous les noms suivants :
- black Malvoisie
- blue Imperial
- boudalès
- bourdalès
- bourdelas
- calabre
- chainette
- cincout
- cinsanet
- cinquien
- cinq-Sao
- cinqsaut
- œillade
- espagne
- espagnin
- espagnol
- froutignan
- gros de Lacaze
- gros Marocain
- hermitage (en Afrique du Sud)
- kara Takopoulo
- madiran du Portugal
- marroquin
- marrouquin
- maurange
- mavro Kara Melki
- mihau
- milhaud du Pradel
- morterille Noir
- negru de Sarichioi
- ottavinello
- ottavianello (dans les Pouilles, Italie)
- papadou
- pampous
- passerille
- picardan Noir
- piquepoul d’Uzés
- pis de chèvre
- pis de Chèvre rouge
- plant d’Arles
- poupo de Crabe
- pousse de Chèvre
- prunaley
- prunella
- prunellas
- samsó
- senso
- ulliaou
- ulliade Noire